# Your Song (Rita-Ora-Lied)
Your Song ist ein Musikstück der britischen Popsängerin Rita Ora. Die Single entstand in Zusammenarbeit mit dem Sänger Ed Sheeran. Am 18. Mai 2017 kündigte Ora den Song als erste Singleauskopplung ihres 2018 erscheinenden Albums an, begleitet von einem Video mit Liedtext.

## Überblick
Laut Ora hatten sie Your Song in wenigen Minuten aufgenommen. Am 26. Mai 2017 veröffentlichte Ora den Song als ihre Comeback-Single und erste Single aus dem zweiten Studioalbum. Es ist ihre erste Single, die nicht beim Plattenlabel von Jay-Z veröffentlicht wurde, da Ora den Vertrag aufgelöst hatte und zu Atlantic Records gewechselt war. Im Liedtext drückt sie ihre Gefühle aus, keine Liebeskummer-Lieder mehr singen zu wollen und glücklich über die Liebe zu singen. Ed Sheeran singt im Refrain den Background mit. Um das Stück zu vermarkten, stellte Ora den Song in zahlreichen Fernsehshows vor, darunter auch in Deutschland. Sie sang das Lied bei The Voice of Germany, wo sie sich als Kandidatin ausgab, und bei der Bambi-Verleihung. Am 22. Juni 2017 veröffentlichte Ora das dazugehörige Musikvideo, das im kanadischen Vancouver entstand. Das Musikvideo hat bisher mehr als 22 Mio. Aufrufe.

## Kommerzieller Erfolg

### Chartplatzierungen
Der Titel erreichte nach Verfügbarkeit als Download Platz 7 der UK Singles Charts und Platz 8 der irischen Charts. In Deutschland, Österreich und der Schweiz ist es ihr bisher erfolgreichstes Lied. Das Lied wurde insgesamt mehr als 2 Millionen Mal verkauft und erreichte Platin-Status.
| ChartsChartplatzierungen     | Höchstplatzierung | Wochen |
| ---------------------------- | ----------------- | ------ |
| Deutschland (GfK)            | 13 (38 Wo.)       | 38     |
| Österreich (Ö3)              | 10 (32 Wo.)       | 32     |
| Schweiz (IFPI)               | 13 (38 Wo.)       | 38     |
| Vereinigtes Königreich (OCC) | 7 (29 Wo.)        | 29     |

| ChartsJahrescharts (2017)    | Platzierung |
| ---------------------------- | ----------- |
| Deutschland (GfK)            | 27          |
| Österreich (Ö3)              | 35          |
| Schweiz (IFPI)               | 48          |
| Vereinigtes Königreich (OCC) | 31          |

### Auszeichnungen für Musikverkäufe
| Land/Region                  | Auszeichnungen für Musikverkäufe (Land/Region, Auszeichnung, Verkäufe) | Verkäufe  |
| ---------------------------- | ---------------------------------------------------------------------- | --------- |
| Australien (ARIA)            | 5× Platin                                                              | 350.000   |
| Belgien (BRMA)               | Platin                                                                 | 30.000    |
| Brasilien (PMB)              | Platin                                                                 | 40.000    |
| Dänemark (IFPI)              | 2× Platin                                                              | 180.000   |
| Deutschland (BVMI)           | 3× Gold                                                                | 600.000   |
| Frankreich (SNEP)            | Gold                                                                   | 66.666    |
| Italien (FIMI)               | Platin                                                                 | 50.000    |
| Kanada (MC)                  | Platin                                                                 | 80.000    |
| Neuseeland (RMNZ)            | 3× Platin                                                              | 90.000    |
| Niederlande (NVPI)           | Platin                                                                 | 80.000    |
| Norwegen (IFPI)              | 2× Platin                                                              | 120.000   |
| Österreich (IFPI)            | Gold                                                                   | 15.000    |
| Polen (ZPAV)                 | 2× Platin                                                              | 100.000   |
| Portugal (AFP)               | Gold                                                                   | 5.000     |
| Schweden (IFPI)              | Gold                                                                   | 20.000    |
| Schweiz (IFPI)               | Platin                                                                 | 20.000    |
| Spanien (Promusicae)         | Gold                                                                   | 30.000    |
| Vereinigte Staaten (RIAA)    | Gold                                                                   | 500.000   |
| Vereinigtes Königreich (BPI) | 2× Platin                                                              | 1.400.000 |
| Insgesamt                    | 7× Gold · 23× Platin ·                                                 | 3.776.666 |

Hauptartikel: Rita Ora/Auszeichnungen für Musikverkäufe